# Chionaema cybdela
Chionaema cybdela là một loài bướm đêm thuộc phân họ Arctiinae, họ Erebidae.